# 安東尼奧雷蒙迪區
9°5′S 77°5′W / 9.083°S 77.083°W
安東尼奧雷蒙迪區（西班牙語：Distrito de Antonio Raimondi），是秘魯的一個區，位於該國北部安卡什大區的博洛涅西省，始建於1962年4月24日，面積118.7平方公里，海拔高度2,162米，2005年人口1,546，人口密度為每平方公里13人。